# Clarmont de Beuregard
Clarmont de Beuregard (en francès Clermont-de-Beauregard) és un municipi francès situat al departament de la Dordonya i a la regió de la Nova Aquitània.

## Demografia
| 1962                                       | 1968 | 1975 | 1982 | 1990 | 1999 | 2007 |
| ------------------------------------------ | ---- | ---- | ---- | ---- | ---- | ---- |
| 109                                        | 102  | 112  | 128  | 123  | 123  | 115  |
| Des de 1962: població sense dobles comptes |      |      |      |      |      |      |

## Administració
| Període | Identitat          | Partit        |
| ------- | ------------------ | ------------- |
| 1998-   | Laurette Chinouilh | Divers gauche |